# Miss California USA
Miss Califórnia USA é a etapa estadual do concurso de beleza feminina realizado anualmente que visa selecionar a melhor candidata californiana à disputa nacional de Miss USA. O Estado é favorito todos os anos com suas representantes, prova disso são seus seis títulos de beleza conquistados em cada década. Julie Lynne Hayek foi a que mais chegou perto da coroa universal, ao ficar em segundo lugar no certame que elegeu neozelandesa Lorraine Downes. A mais recente classificação da Califórnia no nacional foi em 2018 com Kelley Johnson.
O concurso é realizado todos os anos desde 1952. Os locais de hospedagem incluem Oxnard, Palm Springs e Long Beach.

## História
O Miss California USA Pageant foi produzido por Carolee Munger. Antes de Munger, a Guyrex Productions realizou a franquia por vários anos e produziu concursos televisivos de sucesso com mais de 100 participantes. Antes de Guyrex, o concurso foi produzido pelo Dr. Leanord Stallcup, que assumiu a direção depois que Faye Smith liderou com sucesso o caminho pelas décadas de 1970 e 1980. Também foi produzido pela Top 10 Productions, Inc. sediada em San Diego. O Top 10 foi liderado por Pam Wilson e Alex Kuty, envolvidos na produção de concursos e moda há muitos anos. O Top 10 assumiu a K2 Productions em 2013. O K2 teve várias controvérsias, mas durante seus 9 anos produzindo o concurso, conseguiu ser o estado de melhor colocação no Miss USA, aumentando os números de inscrição para o maior concurso estadual da história da Miss EUA e fazendo a primeira transmissão ao vivo da televisão em mais de 10 anos. No começo, a K2 Productions era dirigida por ex-Miss Teen USA 1995, Keylee Sue Sanders e Keith Lewis. Mais tarde, a K2 Productions foi dirigida por Lewis e co-produzida brevemente por Miss USA 1995, Shanna Moakler.
Em 2009, Carrie Prejean foi forçada a se demitir depois de uma controvérsia sobre a resposta que ela deu à pergunta final da entrevista no concurso nacional. Os organizadores do concurso alegaram que ela foi demitida devido a violações contratuais.

## Sumário de Resultados

### Classificações
| Posição         | Performance |
| Miss USA        | 6           |
| 2º. Lugar       | 7           |
| 3º. Lugar       | 3           |
| 4º. Lugar       | 6           |
| 5º. Lugar       | 3           |
| Semifinalista   | 21          |
| Total           | 46          |
| Ranking Oficial | 2º          |

### Premiações Especiais
- Miss Simpatia: Jennifer Sherrill (2004).
- Miss Fotogenia: Cynthia Kerby (1981); Shannon Marketic (1992).
- Melhor Traje Típico: Suzanne Fromm (1964).

## Vencedoras

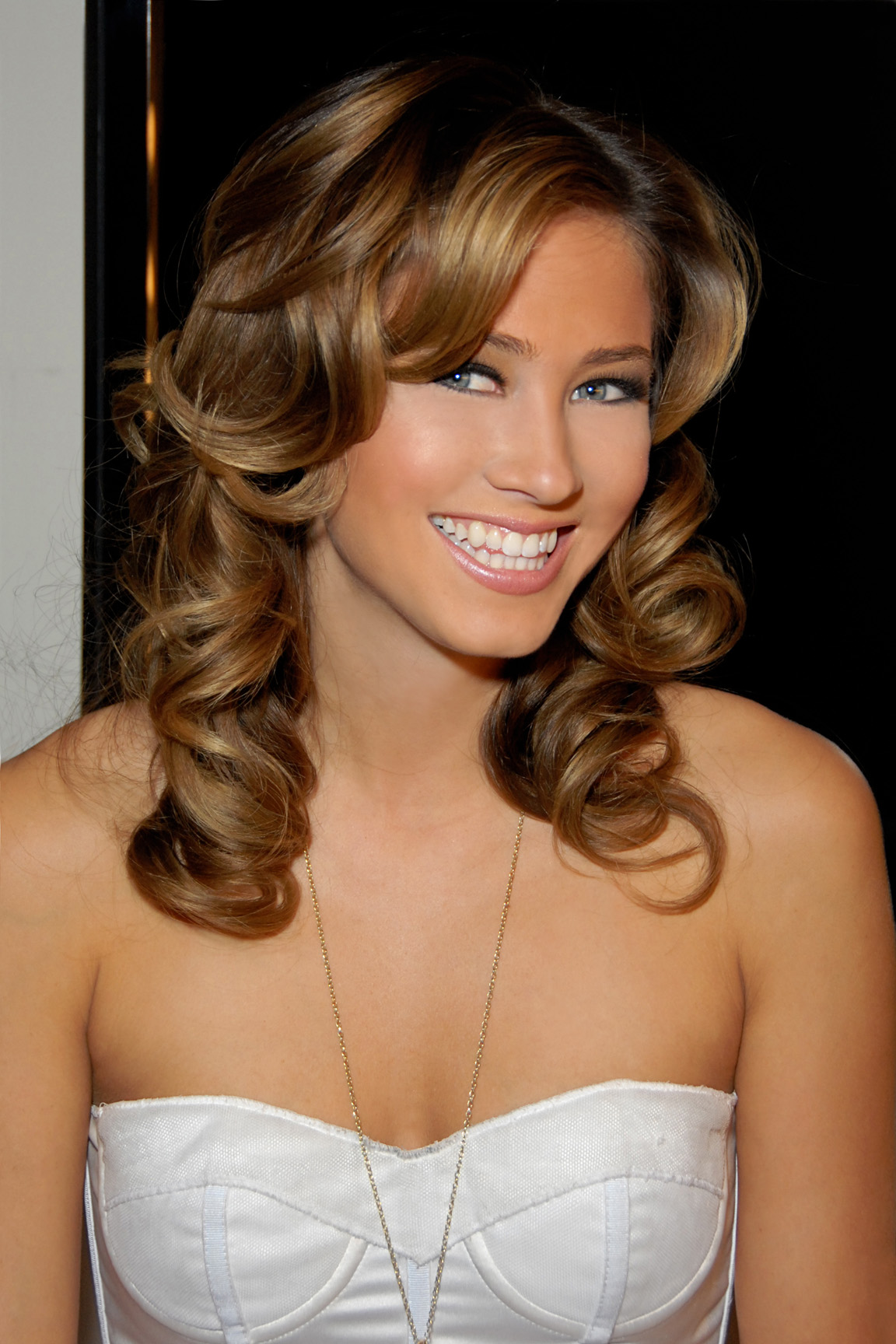
Tami Farrell, Miss Califórnia USA 2009, no Miss California USA 2010 no Agua Caliente Casino em Rancho Mirage, CA em 22 nov. 2009.

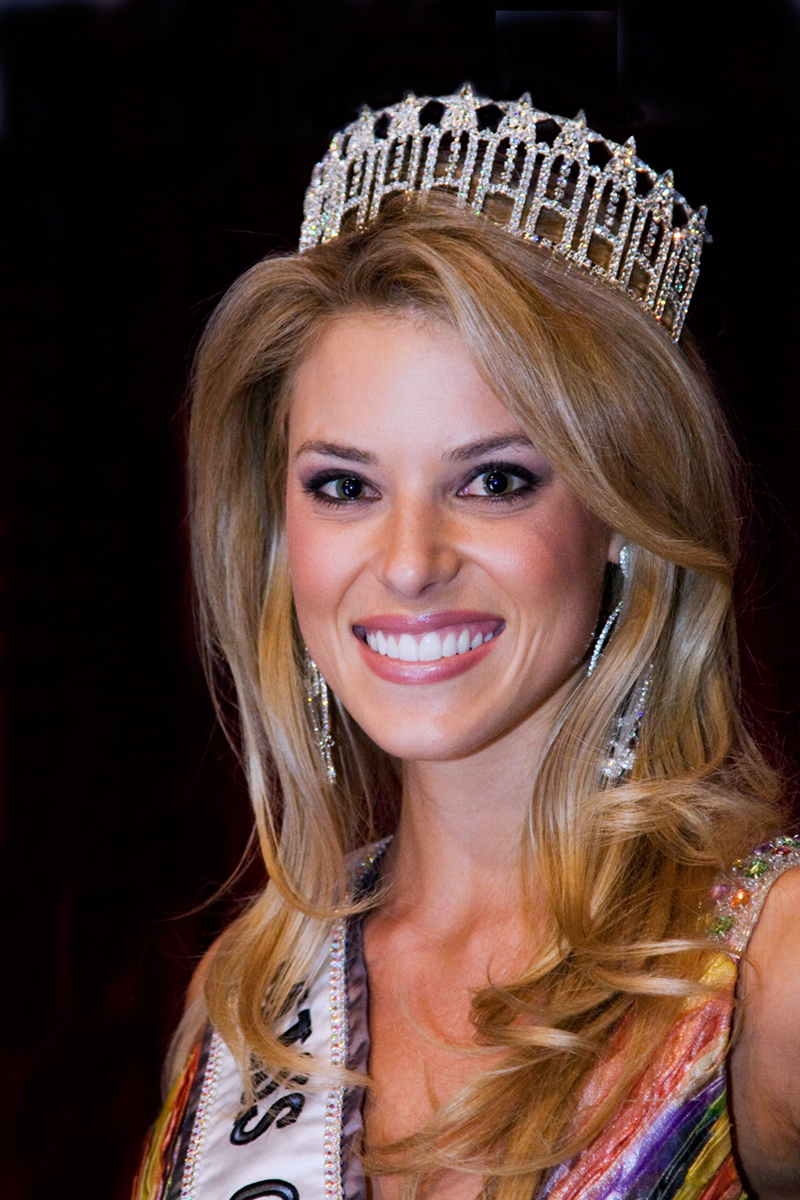
Carrie Prejean após sua coroação como Miss Califórnia USA 2009 no Palm Springs Riviera em 23 nov. 2008.

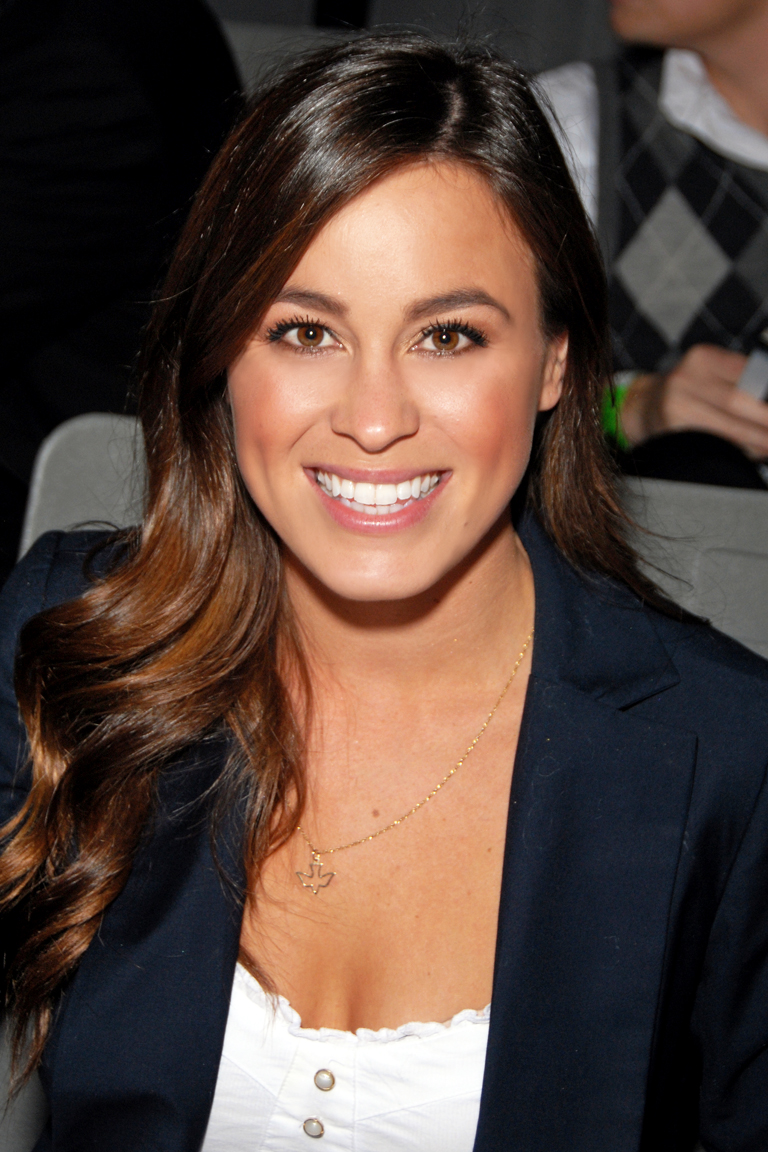
Raquel Beezley, Miss Califórnia USA 2008.

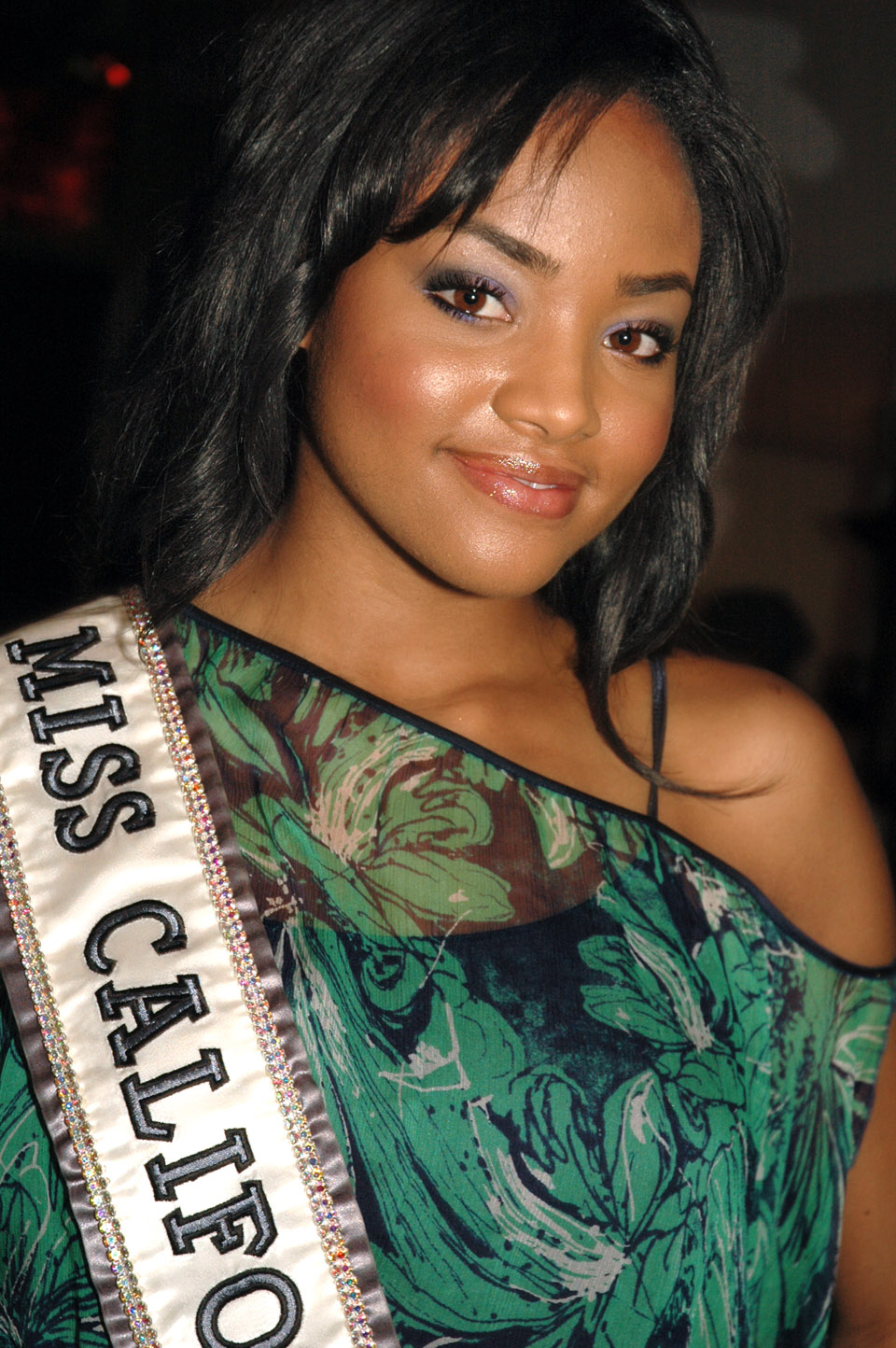
Meagan Tandy, Miss Califórnia USA 2007.

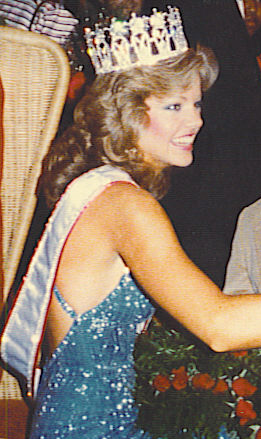
Julie Hayek, Miss Califórnia USA e Miss USA 1983.
| Ano  | Representante          | Cidade              | Colocação              | Miss Universo          |
| 2020 | Allyshia Gupta         | Los Angeles         |                        |                        |
| 2019 | Erica Dann             | San Francisco       |                        |                        |
| 2018 | Kelley Johnson         | Los Angeles         | Semifinalista (Top 10) |                        |
| 2017 | India Williams         | Santa Monica        | Semifinalista (Top 10) |                        |
| 2016 | Nadia Mejía            | Diamond Bar         | Finalista (Top 5)      |                        |
| 2015 | Natasha Martinez       | Chino Hills         |                        |                        |
| 2014 | Cassandra Kunze        | San Diego           | Semifinalista (Top 10) |                        |
| 2013 | Mabelynn Capeluj       | San Diego           | Semifinalista (Top 15) |                        |
| 2012 | Natalie Pack           | Palos Verdes        |                        |                        |
| 2011 | Alyssa Campanella      | Los Angeles         | MISS USA 2011          | Semifinalista (Top 16) |
| 2010 | Nicole Michele Johnson | Westlake Village    | Semifinalista (Top 10) |                        |
| 2009 | Carrie Prejean         | San Diego           | 2º. Lugar              |                        |
| 2008 | Raquel Beezley         | Barstow             | Semifinalista (Top 15) |                        |
| 2007 | Meagan Tandy           | Fontana             | 4º. Lugar              |                        |
| 2006 | Tamiko Nash            | Los Angeles         | 2º. Lugar              |                        |
| 2005 | Brittany Hogan         | Escondido           | 2º. Lugar              |                        |
| 2004 | Ellen Chapman          | San Jose            |                        |                        |
| 2003 | Candice Sanders        | La Habre            |                        |                        |
| 2002 | Tarah Peters           | San Diego           | Semifinalista (Top 12) |                        |
| 2001 | Jennifer Glover        | Castro Valley       |                        |                        |
| 2000 | Rebekah Ann Keller     | Lakewood            |                        |                        |
| 1999 | Angelique Breaux       | San Diego           | 3º. Lugar              |                        |
| 1998 | Shauna Gambill         | Acton               | 2º. Lugar              |                        |
| 1997 | Alisa Kimble           | Lake Elsinore       |                        |                        |
| 1996 | Shanna Lyn Searles     | Tustin              |                        |                        |
| 1995 | Deana Avila            | Laguna Niguel       |                        |                        |
| 1994 | Toay Lynn Foster       | Oxnard              |                        |                        |
| 1993 | Jane Olvera            | Fresno              | Semifinalista (Top 12) |                        |
| 1992 | Shannon Marketic       | Malibu              | MISS USA 1992          | Semifinalista (Top 10) |
| 1991 | Diane Schock           | Fontana             | 3º. Lugar              |                        |
| 1990 | Cynthia Nelson         | Gilroy              |                        |                        |
| 1989 | Christina Maria Faust  | San Fernando Valley | Semifinalista (Top 10) |                        |
| 1988 | Diana Magaña           | Rancho Palos Verdes | 2º. Lugar              |                        |
| 1987 | Lori Dickerson         | Lodi                |                        |                        |
| 1986 | Kelly Parsons          | Coral Gables        | 5º. Lugar              |                        |
| 1985 | Zina Ponder            | Long Beach          |                        |                        |
| 1984 | Theresa Ring           | San Diego           |                        |                        |
| 1983 | Julie Lynne Hayek      | Westwood            | MISS USA 1983          | 2º. Lugar              |
| 1982 | Suzanne Dewames        | Thousand Oaks       |                        |                        |
| 1981 | Cynthia Kerby          | Westlake Village    | 4º. Lugar              |                        |
| 1980 | Kari Lloyd             | Thousand Oaks       |                        |                        |
| 1979 | Linda Fogarty          | Fullerton           | Semifinalista (Top 12) |                        |
| 1978 | Donna Adrain           | Anaheim             | Semifinalista (Top 12) |                        |
| 1977 | Pamela Gergely         | San Rafael          | 4º. Lugar              |                        |
| 1976 | Joni Pennock           | Fullerton           | Semifinalista (Top 12) |                        |
| 1975 | Summer Bartholomew     | Merced              | MISS USA 1975          | 3º. Lugar              |
| 1974 | Gayle Gorrell          | Oxnard              | 4º. Lugar              |                        |
| 1973 | Carol Herrema          | Artesia             | Semifinalista (Top 12) |                        |
| 1972 | Kim Hobson             | San Mateo           | 3º. Lugar              |                        |
| 1971 | Karin Morrell          | Auburn              | Semifinalista (Top 12) |                        |
| 1970 | Linda Hall             | Lexington           | Semifinalista (Top 15) |                        |
| 1969 | Troas Hayes            | Sacramento          | 5º. Lugar              |                        |
| 1968 | Suzanne Fromm          | Pasadena            | Semifinalista (Top 15) |                        |
| 1967 | Susan Bradley          | Tustin              | 2º. Lugar              |                        |
| 1966 | Maria Remenyi          | El Cerrito          | MISS USA 1966          | Semifinalista (Top 15) |
| 1965 | Kathryn Lee Hage       | Santa Monica        | Semifinalista (Top 15) |                        |
| 1964 | Jeanne Venables        | Sacramento          | Semifinalista (Top 15) |                        |
| 1963 | Francine Herack        | Encino              | 5º. Lugar              |                        |
| 1962 | Marilyn Tindall        | Los Angeles         | 4º. Lugar              |                        |
| 1961 | Pamela Stettler        | San Rafael          | 2º. Lugar              |                        |
| 1960 | Teri Janssen           | Los Angeles         | Semifinalista (Top 15) |                        |
| 1959 | Huntingdon             | Mount Shasta        | Miss USA 1959          | 3º. Lugar              |
| 1958 | Donna Kay Brooks       | Humboldt            | Semifinalista (Top 15) |                        |
| 1957 | Peggy Jacobson         | Rosemead            | Semifinalista (Top 15) |                        |
| 1956 | Shirlee Witty          | Torrance            |                        |                        |
| 1955 | Donna Schurr           | Garden Grove        | 4º. Lugar              |                        |
| 1954 | Sandra Constance       | Torrance            | Semifinalista (Top 20) |                        |
| 1953 | Marcella Roulette      | Indian Wells        | Semifinalista (Top 20) |                        |
| 1952 | Gloria Maxwell         | Palm Springs        |                        |                        |